# Tococa caudata
Tococa caudata là một loài thực vật có hoa trong họ Mua. Loài này được Markgr. miêu tả khoa học đầu tiên năm 1927.